# 博比奥佩利切
博比奥佩利切（意大利语：Bobbio Pellice），是意大利皮埃蒙特大区都灵省的一个市镇。人口566(2010年12月31日)。